# Турбаза «Чайка»
Турбаза «Чайка» — населённый пункт в Селижаровском муниципальном округе Тверской области.

## География
Находится в западной части Тверской области на расстоянии приблизительно 12 км на запад-северо-запад по прямой от административного центра округа посёлка Селижарово на восточном берегу озера Волго.

## История
На карте 1973 года населённый пункт не был ещё отмечен. До 2020 года входил в состав Селищенского сельского поселения Селижаровского района до их упразднения. Работает база отдыха.

## Население
Численность населения: 56 человек (русские 73 %) в 2002 году, 46 в 2010.